# União Paulista
União Paulista is een gemeente in de Braziliaanse deelstaat São Paulo. De gemeente telt 1.522 inwoners (schatting 2009).